# Plečnikova nagrada
Plečnikova nagrada je nagrada, ki jo kot priznanje za največje dosežke pri oblikovanju slovenskega okolja podeljuje Sklad arhitekta Jožeta Plečnika.

## Zgodovina sklada
Nagrada je bila ustanovljena na pobudo delovnega kolektiva Ambient iz Ljubljane leta 1972, ob stoletnici rojstva velikega slovenskega arhitekta Jožeta Plečnika. Plečnikova nagrada je kmalu upravičila svoje poslanstvo, zato je bil kmalu ustanovljen Sklad arhitekta Jožeta Plečnika, katerega namen je podeljevanje Plečnikovih nagrad in drugih Plečnikovih odličij. 
Namen podeljevanja Plečnikovih odličij je pospeševati in dajati javno priznanje najboljšim dosežkom na področju oblikovanja našega okolja. Plečnikova odličja se podeljujejo za dosežke na področju oblikovanja okolja (arhitektura, urbanizem, krajinska arhitektura, notranja oprema), za dosežke na področju arhitekturne teorije, kritike in strokovne publicistike ter za siceršnje prispevke k bogatitvi arhitekturne kulture oziroma uveljavljanju arhitekture.

## Nagrada
Plečnikova nagrada je najprestižnejše in osrednje javno priznanje za vrhunsko stvaritev na področjih arhitekture, urbanizma, krajinske arhitekture in notranje opreme, ki pomeni najkvalitetnejšo arhitekturno realizacijo slovenskega avtorja. Nagrada se podeljuje za delo, nastalo v zadnjih petih koledarskih letih v Sloveniji ali tujini, sestavljajo pa jo:
- denarna nagrada, ki znaša praviloma polovico seštevka Prešernove nagrade in nagrade Prešernovega sklada, pri čemer se odšteje materialna vrednost Plečnikovega svečnika;
- Plečnikov svečnik z vgraviranim imenom nagrajenca ali nagrajencev;
- diploma

Razpis za Plečnikovo nagrado in za vsa ostala Plečnikova odličja se objavi v najmanj enem dnevnem časopisu ter na spletni strani DAL in Zbornice za arhitekturo in prostor Slovenije vsako leto najkasneje do 1. februarja, praviloma pa na dan Plečnikovega rojstva 23.januarja. Na razpis sme kandidate predlagati vsakdo, avtorji pa se lahko prijavijo tudi sami. Vse predloge obravnava posebna komisija, ki jo sestavi Sklad, slavnostna podelitev Plečnikovih odličij pa se opravi vsako leto, praviloma v drugi polovici aprila.